# Campionat suec de futbol

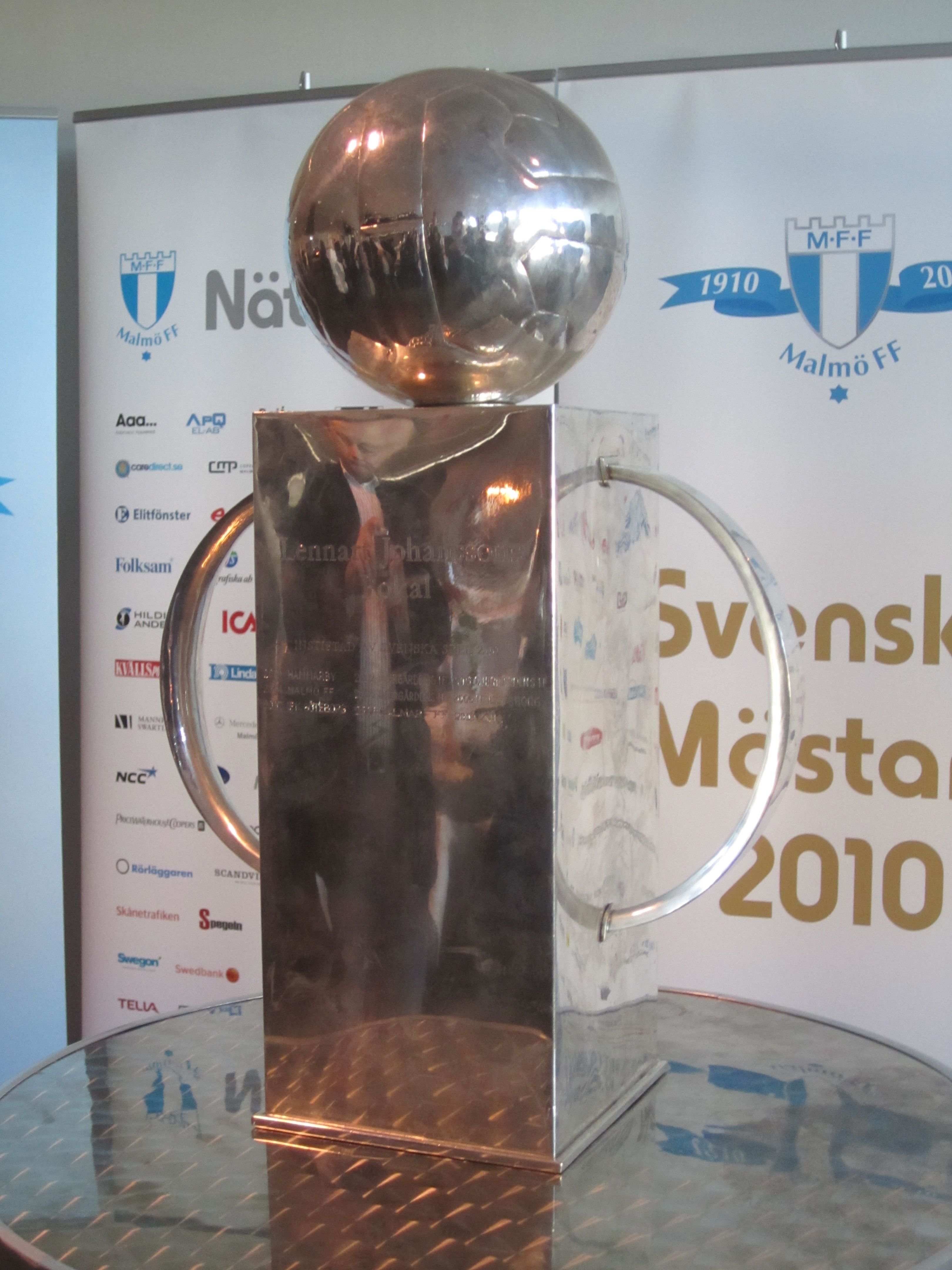
Copa Lennart Johansson al campió de lliga.

El Campionat suec de futbol, o lliga sueca de futbol, és la màxima competició de futbol a Suècia.
Actualment (2008) hi prenen part 16 equips que s'enfronten tots contra tots a doble volta. Els darrers classificats perden la categoria i baixen a segona divisió (Superettan). El vencedor es classifica per la Lliga de Campions. El segon ho fa per la Copa de la UEFA i el tercer per la Copa Intertoto. A més, els quatre primers equips de la competició es classifiquen per la Royal League, una competició internacional per a clubs nòrdics.

## Història
Entre 1896 i 1925 el campionat es disputà en format de copa i rebé el nom de Campionat suec de futbol (Svenska Mästerskapet). Cal destacar que fins al 1904 no existí una Federació Sueca de Futbol. Aquesta, la SvFF, va ser creada el 1904 però va reconèixer els campions anteriors a aquesta data.
A partir de 1910 es començà a disputar la Svenska Serien, la primera lliga sueca, tot i que els campions suecs van seguir essent els del Svenska Mästerskapet.
A partir de 1925 es començà a jugar en format de lliga (tots contra tots) i començà a rebre el nom d'Allsvenskan (literalment significa "Tots els suecs"). Entre 1925 i 1930 no fou considerada oficial i els seus vencedors no són considerats campions suecs (en cursiva a l'historial).
De 1982 a 1990, la lliga es decidí en un pla-off final entre els primers classificats de l'Allsvenskan, i els anys 1991 i 1992, després de l'Allsvenskan es disputà un campionat anomenat Mästerskapsserien amb els millors classificats d'on sortí el campió suec.

## Historial
Svenska Mästerskapet
- 1896:  Örgryte IS (1)
- 1897:  Örgryte IS (2)
- 1898:  Örgryte IS (3)
- 1899:  Örgryte IS (4)
- 1900:  AIK (1)
- 1901:  AIK (2)
- 1902:  Örgryte IS (5)
- 1903:  Göteborgs IF (1)
- 1904:  Örgryte IS (6)
- 1905:  Örgryte IS (7)
- 1906:  Örgryte IS (8)
- 1907:  Örgryte IS (9)
- 1908:  IFK Göteborg (1)
- 1909:  Örgryte IS (10)
- 1910:  IFK Göteborg (2)
- 1911:  AIK (3)
- 1912:  Djurgårdens IF (1)
- 1913:  Örgryte IS (11)
- 1914:  AIK (4)
- 1915:  Djurgårdens IF (2)
- 1916:  AIK (5)
- 1917:  Djurgårdens IF (3)
- 1918:  IFK Göteborg (3)
- 1919:  GAIS (1)
- 1920:  Djurgårdens IF (4)
- 1921:  IFK Eskilstuna (1)
- 1922:  GAIS (2)
- 1923:  AIK (6)
- 1924:  Fässbergs IF (1)
- 1925:  Brynäs IF (1)

Allsvenskan
- 1924-25:  GAIS (-)
- 1925-26:  Örgryte IS (-)
- 1926-27:  GAIS (-)
- 1927-28:  Örgryte IS (-)
- 1928-29:  Helsingborgs IF (-)
- 1929-30:  Helsingborgs IF (-)
- 1930-31:  GAIS (3)
- 1931-32:  AIK (7)
- 1932-33:  Helsingborgs IF (1)
- 1933-34:  Helsingborgs IF (2)
- 1934-35:  IFK Göteborg (4)
- 1935-36:  IF Elfsborg (1)
- 1936-37:  AIK (8)
- 1937-38:  IK Sleipner (1)
- 1938-39:  IF Elfsborg (2)
- 1939-40:  IF Elfsborg (3)
- 1940-41:  Helsingborgs IF (3)
- 1941-42:  IFK Göteborg (5)
- 1942-43:  IFK Norrköping (1)
- 1943-44:  Malmö FF (1)
- 1944-45:  IFK Norrköping (2)
- 1945-46:  IFK Norrköping (3)
- 1946-47:  IFK Norrköping (4)
- 1947-48:  IFK Norrköping (5)
- 1948-49:  Malmö FF (2)
- 1949-50:  Malmö FF (3)
- 1950-51:  Malmö FF (4)
- 1951-52:  IFK Norrköping (6)
- 1952-53:  Malmö FF (5)
- 1953-54:  GAIS (4)
- 1954-55:  Djurgårdens IF (5)
- 1955-56:  IFK Norrköping (7)
- 1956-57:  IFK Norrköping (8)
- 1957-58:  IFK Göteborg (6)
- 1959:  Djurgårdens IF (6)
- 1960:  IFK Norrköping (9)
- 1961:  IF Elfsborg (4)
- 1962:  IFK Norrköping (10)
- 1963:  IFK Norrköping (11)
- 1964:  Djurgårdens IF (7)
- 1965:  Malmö FF (6)
- 1966:  Djurgårdens IF (8)
- 1967:  Malmö FF (7)
- 1968:  Östers IF (1)
- 1969:  IFK Göteborg (7)
- 1970:  Malmö FF (8)
- 1971:  Malmö FF (9)
- 1972:  Åtvidabergs FF (1)
- 1973:  Åtvidabergs FF (2)
- 1974:  Malmö FF (10)
- 1975:  Malmö FF (11)
- 1976:  Halmstads BK (1)
- 1977:  Malmö FF (12)
- 1978:  Östers IF (2)
- 1979:  Halmstads BK (2)
- 1980:  Östers IF (3)
- 1981:  Östers IF (4)
- 1982:  IFK Göteborg (8)
- 1983:  IFK Göteborg (9)
- 1984:  IFK Göteborg (10)
- 1985:  Örgryte IS (12)
- 1986:  Malmö FF (13)
- 1987:  IFK Göteborg (11)
- 1988:  Malmö FF (14)
- 1989:  IFK Norrköping (12)
- 1990:  IFK Göteborg (12)

Mästerskapsserien
- 1991:  IFK Göteborg (13)
- 1992:  AIK (9)

Allsvenskan
- 1993:  IFK Göteborg (14)
- 1994:  IFK Göteborg (15)
- 1995:  IFK Göteborg (16)
- 1996:  IFK Göteborg (17)
- 1997:  Halmstads BK (3)
- 1998:  AIK (10)
- 1999:  Helsingborgs IF (4)
- 2000:  Halmstads BK (4)
- 2001:  Hammarby IF (1)
- 2002:  Djurgårdens IF (9)
- 2003:  Djurgårdens IF (10)
- 2004:  Malmö FF (15)
- 2005:  Djurgårdens IF (11)
- 2006:  IF Elfsborg (5)
- 2007:  IFK Göteborg (18)
- 2008:  Kalmar FF (1)
- 2009:  AIK (11)
- 2010:  Malmö FF (16)
- 2011:  Helsingborgs IF (5)
- 2012:  IF Elfsborg (6)
- 2013:  Malmö FF (17)
- 2014:  Malmö FF (18)
- 2015:  IFK Norrköping (13)
- 2016:  Malmö FF (19)
- 2017:  Malmö FF (20)
- 2018:  AIK (12)
- 2019:  Djurgårdens IF (12)
- 2020:  Malmö FF (21)
- 2021:  Malmö FF (22)
- 2022:  BK Häcken (1)
- 2023:  Malmö FF (23)
- 2024:  Malmö FF (24)